# Płowiecka Góra
Złota Góra (niem.  Plowczer Berg, w latach 1938–1945 Plötzer Berg i Plötzendorfer Berg) – wzgórze pochodzenia morenowego o wysokości 204/204,5/205 m n.p.m. Stanowi najwyższy punkt powiatu ełckiego oraz jeden z najwyższych szczytów Pojezierza Ełckiego (po Piłackich Wzgórzach). Polska nazwa została urzędowo ustalona w 1953.

## Położenie
Położone jest na wschód od wsi Nowe Krzywe, Stare Krzywe i Płowce (od której bierze swoją nazwę), a na zachód od jeziora Garbas. W pobliżu zlokalizowany jest stary cmentarz. Płowiecka Góra leży w gminie Stare Juchy, na Pojezierzu Ełckim, ponadto w granicach Obszaru Chronionego Krajobrazu Pojezierza Ełckiego.

## Turystyka
Na Płowiecka Górę nie prowadzą na nią żadne wytyczone szlaki ani nie jest oznaczona drogowskazem lub tablicą. Część jej zbocza porasta las, a z niezarośniętego szczytu rozpościera się widok m.in. na Stare i Nowe Krzywe. Jest to wzgórze stosunkowo mało wybitne.